# Лунченко Яків Полікарпович
Яків Полікарпович Лунченко (21 жовтня 1890, село Шамраївка Київської губернії, тепер Білоцерківського району Київської області — 16 травня 1949, місто Київ) — радянський діяч, відповідальний секретар Конотопського окружного комітету КП(б)У.

## Життєпис
Народився в бідній селянській родині. Трудову діяльність розпочав у чотирнадцятирічному віці робітником шахти «Смолянка» в місті Юзівка.
У 1908 році був заарештований за революційну діяльність. Три з половиною місяці перебував у Лук'янівській в'язниці Києва.
У 1917 році служив у російській армії.
Член РСДРП(б) з вересня 1917 року. Брав участь у штурмі Зимового палацу в жовтні 1917 року в Петрограді.
З 1919 по 1920 рік служив у Червоній армії: військовий комісар дивізії на Західному фронті. Брав участь в обороні Петрограда.
З 1920 року — член виконавчого комітету Петроградської губернської ради; член Ленінградської міської ради.
До 1928 року — голова Василеострівської районної ради міста Ленінграда.
У 1928—1929 роках — відповідальний інструктор ЦК КП(б) України.
У 1929—1930 роках — відповідальний секретар Конотопського окружного комітету КП(б)У.
У 1930—1932 роках — слухач Курсів марксизму-ленінізму при ЦК ВКП(б).
У 1932—1934 роках — секретар Карельського обласного комітету ВКП(б) з промисловості.
У 1934—1938 роках — голова ЦК Спілки працівників промисловості кольорових металів.
У 1938—1941 роках — керуючий тресту «Башзолото» в місті Уфа.
У 1941—1944 роках — начальник молібден-вольфрамового комбінату; начальник рудників оловокомбінату.
З 1944 по 16 травня 1949 року — заступник начальника главку «Головлівобережбуд» Міністерства житлово-цивільного будівництва УРСР у місті Києві.
Помер 16 травня 1949 року після важкої і тривалої хвороби.